# Чкалов (Аллаїховський улус)
Чкалов (рос. Чкалов) — село Аллаїховського улусу, Республіки Саха Росії. Входить до складу Бьорьольоського наслегу.
Населення — 141 особа (2015 рік).